# Saunders Sports Club
Il Saunders Sports Club è una società calcistica di Colombo in Sri Lanka. È la squadra più titolata del paese. 

## Palmarès
- Kit Premier League: 12

1985, 1986, 1987, 1989, 1991, 1992, 1996, 1997, 1998-1999, 2000-2001, 2001-2002, 2004-2005
- Coppa dello Sri Lanka: 16

1949, 1952, 1954, 1955, 1960, 1963, 1964, 1982, 1983-1984, 1984-1985, 1987-1988, 1991-1992, 1992-1993, 1996-1997, 1998-1999, 2000-2001